# Ruch Wolnokozacki
Ruch Wolnokozacki (ros. Вольноказачье движение) – emigracyjne kozackie ugrupowanie polityczne działające w latach 20. i 30. XX wieku.
W 1927 r. z Wszechkozackiego Związku Rolniczego wystąpiła grupa kozackich dońskich i kubańskich działaczy, wśród których byli m.in. inżynier Ihnat A. Biłyj, gen. Isaakij F. Bykadorow, gen. T. M. Starikow, esauł Michaił F. Frołow. Utworzyli oni w Pradze Ruch Wolnokozacki. Uważali oni, że Kozacy mają prawo do stworzenia niezawisłego federacyjnego państwa – Kazakii. Odnosili się do tradycji wolnego kozactwa z XVII wieku. Rozwinęli idee kozackiego nacjonalizmu. Doprowadziło to do ostrych konfliktów z emigracyjnymi organizacjami rosyjskimi opowiadającymi się za ideą jednej i niepodzielnej Rosji. Od 10 grudnia 1927 r. w Pradze wychodziło pismo "Вольное Казачество – Вильне Козацтво" pod redakcją M. F. Frołowa i I. A. Biłego. Ostatni numer ukazał się jesienią 1939 r.
W styczniu 1934 r. grupa rozłamowa z Ruchu Wolnokozackiego utworzyła Centralne Kierownictwo Wolnego Kozactwa – Kozaków-Nacjonalistów. Podczas II wojny światowej działacze Ruchu Wolnokozackiego prowadzili na okupowanych ziemiach kozackich działalność propagandowo-polityczną, m.in. wydając gazetę "Казачий Вестник". Po zakończeniu wojny latem 1949 r. w Monachium inżynier I. A. Biłyj został wybrany atamanem. Tradycje Ruchu Wolnokozackiego i jego idee były pielęgnowane w pismach "Казак" i "Казачье Единство" (Paryż), "Казакия" (Niemcy), "Казачья Жизнь-Козаче Життя" (USA).